# 查德·科恩
查德·科恩（英語：Chad Cohn，1983年8月12日—），美国男子轮椅橄榄球运动员。他曾代表美国参加2012年、2016年和2020年夏季残疾人奥林匹克运动会轮椅橄榄球比赛，获得二枚银牌和一枚铜牌。